# باربرا بروكس والاس
باربرا بروكس والاس (بالإنجليزية: Barbara Brooks Wallace)‏‏ (3 ديسمبر 1922 في سوجو - 27 نوفمبر 2018 في مقاطعة أرلنغتون، فيرجينيا) كاتِبة، وكاتبة للأطفال، وروائية من الولايات المتحدة.

## الجوائز
- جائزة إدغار

## روابط خارجية
- باربرا بروكس والاس على موقع IMDb (الإنجليزية)